# Hoylande Young
Hoylande Denune Young Failey (ur. 26 czerwca 1903 w Columbus, zm. 12 stycznia 1986 w Chicago) – amerykańska chemiczka. Podczas II wojny światowej pracowała w Metalurgical Laboratory Manhattan Project. Po wojnie została pierwszą kobietą wyznaczoną na szefową oddziału w Argonne National Laboratory i pierwszą kobietą, która przewodniczyła Chicago Section Amerykańskiego Towarzystwa Chemicznego.

## Życiorys
Hoylande Denune Young urodziła się w Columbus w stanie Ohio 26 czerwca 1903 roku. Miała siostrę Hildę. Chemią zainteresowała się gdy była w liceum, gdzie prowadzono oddzielne lekcje chemii dla chłopców i dziewcząt. Pozwolono jej na udział w kursie dla bardziej zaawansowanych chłopców. Wstąpiła na Uniwersytet Stanu Ohio, na którym uzyskała tytuł licencjata w dziedzinie chemii w 1924 r. Następnie uzyskała stopień doktora na Uniwersytecie w Chicago, po napisaniu pracy na temat „Stereoisomeric Bromoimino Ketones” pod kierunkiem Juliusa Stieglitza.
Po ukończeniu studiów Young została chemiczką zajmującą się badaniami przemysłowymi, pracującą w przemyśle lakierniczym w Van Schaack Brothers Chemical Works w Chicago. W 1930 roku została adiunktką chemii w Texas State College for Women, gdzie wykładała dietetykę i biochemię. W 1934 roku zrezygnowała, by skorzystać z oferty  Michael Reese Hospital w Chicago, ale kiedy przyjechała na miejsce, dyrektor dowiedział się, że jest kobietą i odmówił jej zatrudnienia. W 1938 roku objęła stanowisko w Pure Oil. Tam pracowała z Carym R. Wagnerem Jr. nad książką o rafinerii ropy naftowej. Projekt trwał sześć lat, ale przerwał go wybuch II wojny światowej, a książka nigdy nie została wydana.
Podczas wojny Young podjęła pracę w 1942 r. jako bibliotekarka naukowa w Office of Scientific Research and Development (OSRD) w Toxicity Laboratory Uniwersytetu w Chicago, gdzie opracowywała raporty na temat broni chemicznej oraz przygotowywała indeks toksycznych chemikaliów. W 1945 roku przeniosła się do Metallurgical Laboratory Projektu Manhattan jako chemik. Tam redagowała artykuły, które później zostały opublikowane przez Atomic Energy Commission w ramach serii National Nuclear Energy Series. Później zasiadała w komitecie redakcyjnym National Nuclear Energy Series reprezentując Argonne National Laboratory.
W 1946 roku Young dołączyła do nowo utworzonego Argonne National Laboratory w 1946 roku jako dyrektor ds. informacji technicznych, jako pierwsza kobieta, która została mianowana szefem oddziału. W Argonne pozostała aż do przejścia na emeryturę w 1964 roku. W 1956 roku została pierwszą kobietą, która została mianowana przewodniczącą Chicago Section Amerykańskiego Towarzystwa Chemicznego. Brała udział w ustanowieniu Distinguished Service Award; później sama otrzymała tę nagrodę w 1975 roku. Była także członkinią American Institute of Chemists, American Association for the Advancement of Science i Atomic Scientists of Chicago. Była członkinią założycielką Amerykańskiego Towarzystwa Nuklearnego i prezeską Iota Sigma Pi, stowarzyszenia honorowego dla kobiet chemiczek. W 1959 roku Chicago Tribune uznało ją za jedną z najwybitniejszych kobiet w biznesie, a Argonne National Laboratory w 1963 r. ustanowiło serię wykładów na jej cześć.
Young poślubiła Crawforda Faileya, którego poznała w Toxicity Laboratory. Zmarła w swoim domu w Hyde Park w Chicago 12 stycznia 1986 r.